# 土田尚史
土田 尚史（つちだ ひさし、1967年2月1日 - ）は、岡山県出身の元サッカー選手。Jリーグの浦和レッドダイヤモンズに所属していた。ポジションはゴールキーパー。2000年限りで現役引退後、コーチ・GKコーチを歴任。2019年より浦和レッズのクラブスタッフ、2020年 - 2023年にはSD（スポーツダイレクター）を務めた。

## 来歴
客席まではっきり聞こえる大声で有名で、気迫あふれるプレーでサポーターに愛されていた。1996年のキャンプで目を負傷して以来、多くの故障に悩まされたが同僚の田北雄気とは激しくポジションを争い続けた。
1988年のアジアカップに日本代表Bとして選ばれ、カタール戦に出場、この試合は国際Aマッチ出場として記録されていたが、1996年、日本サッカー協会の日本代表公式試合の見直しによりAマッチの出場記録として認められなくなった。現在はAマッチの出場記録が抹消されたものの、1989年には（Bチームではなく）日本代表の南米遠征に参加している。
応援歌には「ハイ・ホー」が原曲として使われていた（2017年シーズンにレッズに在籍したラファエル・シルバの応援歌も「ハイ・ホー」が原曲である）。
引退後、2001年に浦和のコーチに就任。2002年～2018年までGKコーチとして浦和の躍進を支えた。2012年、浦和レッズOB会会長に就任。
2019年クラブスタッフ社長付（地域貢献担当）、2020年 - 2023年にSD（スポーツダイレクター）。

## 人物・エピソード
レッズの後輩である岡野雅行に「野人」というニックネームを付けたのは土田である。
1995年3月29日のJリーグでは、名古屋相手にPK戦までもつれ込む戦いとなり、名古屋5人目の浅野哲也のシュートを止めた時、「勝ったと思った。でも、振り向くとだれもこっちに来ない。カウントを間違えたんです」と語ったことがある。

## 所属クラブ
- 1982年 - 1984年 岡山理科大学附属高等学校
- 1985年 - 1988年 大阪経済大学
- 1989年 - 2000年 三菱重工業サッカー部/三菱自動車工業サッカー部 /浦和レッドダイヤモンズ

## 個人成績
| 国内大会個人成績 | 国内大会個人成績 | 国内大会個人成績 | 国内大会個人成績 | 国内大会個人成績 | 国内大会個人成績 | 国内大会個人成績 | 国内大会個人成績 | 国内大会個人成績 | 国内大会個人成績 | 国内大会個人成績 | 国内大会個人成績 |
| 年度             | クラブ           | 背番号           | リーグ           | リーグ戦         | リーグ戦         | リーグ杯         | リーグ杯         | オープン杯       | オープン杯       | 期間通算         | 期間通算         |
| 年度             | クラブ           | 背番号           | リーグ           | 出場             | 得点             | 出場             | 得点             | 出場             | 得点             | 出場             | 得点             |
| 日本             | 日本             | 日本             | 日本             | リーグ戦         | リーグ戦         | JSL杯/ナビスコ杯 | JSL杯/ナビスコ杯 | 天皇杯           | 天皇杯           | 期間通算         | 期間通算         |
| ---------------- | ---------------- | ---------------- | ---------------- | ---------------- | ---------------- | ---------------- | ---------------- | ---------------- | ---------------- | ---------------- | ---------------- |
| 1989-90          | 三菱             |                  | JSL2部           | 3                | 0                | 0                | 0                | 0                | 0                | 3                | 0                |
| 1990-91          | 三菱             | 23               | JSL1部           | 1                | 0                | 0                | 0                | 0                | 0                | 1                | 0                |
| 1991-92          | 三菱             | 22               | JSL1部           | 12               | 0                | 1                | 0                | 3                | 0                | 16               | 0                |
| 1992             | 浦和             | -                | J                | -                | -                | 9                | 0                | 4                | 0                | 13               | 0                |
| 1993             | 浦和             | -                | J                | 13               | 0                | 0                | 0                | 0                | 0                | 13               | 0                |
| 1994             | 浦和             | -                | J                | 43               | 0                | 2                | 0                | 3                | 0                | 48               | 0                |
| 1995             | 浦和             | -                | J                | 47               | 0                | -                | -                | 3                | 0                | 50               | 0                |
| 1996             | 浦和             | -                | J                | 0                | 0                | 0                | 0                | 0                | 0                | 0                | 0                |
| 1997             | 浦和             | 1                | J                | 14               | 0                | 2                | 0                | 2                | 0                | 18               | 0                |
| 1998             | 浦和             | 1                | J                | 17               | 0                | 4                | 0                | 0                | 0                | 21               | 0                |
| 1999             | 浦和             | 1                | J1               | 0                | 0                | 0                | 0                | 0                | 0                | 0                | 0                |
| 2000             | 浦和             | 22               | J2               | 0                | 0                | 0                | 0                | 0                | 0                | 0                | 0                |
| 通算             | 日本             | 日本             | J1               | 134              | 0                | 17               | 0                | 12               | 0                | 163              | 0                |
| 通算             | 日本             | 日本             | J2               | 0                | 0                | 0                | 0                | 0                | 0                | 0                | 0                |
| 通算             | 日本             | 日本             | JSL1部           | 13               | 0                | 1                | 0                | 3                | 0                | 17               | 0                |
| 通算             | 日本             | 日本             | JSL2部           | 3                | 0                | 0                | 0                | 0                | 0                | 3                | 0                |
| 総通算           | 総通算           | 総通算           | 総通算           | 150              | 0                | 18               | 0                | 15               | 0                | 183              | 0                |

その他の公式戦
- 1991年
  - コニカカップ 4試合0得点
- Jリーグ初出場 1993年5月16日 対ガンバ大阪戦（万博）

## 代表歴
- 1988年 アジアカップ日本代表B

## 指導歴
- 2001年 - 浦和レッドダイヤモンズ
  - 2001年 トップチーム コーチ
  - 2002年 - 2018年 トップチーム GKコーチ[8]
  - 2020年 - 2023年 スポーツダイレクター